# Akashi
Akashi (明石市, Akashi-shi) és una ciutat situada al sud de la Prefectura de Hyōgo (Japó), a l'est del Mar interior a Kobe. Va ser una ciutat important durant l'era Tokugawa degut a l'existència del Castell d'Akashi. La ciutat actual va ser fundada l'1 de novembre de 1919.
Té una àrea de 49,22 km² i una població estimada de 292.659 persones (2008).
És la ciutat originària de l'akashiyaki, una classe de takoyaki de pop.